# McLean Park
McLean Park (IPA: /mækˈleɪn/; in maori Te papa rēhia o McLean) è un impianto sportivo multifunzione neozelandese che si trova a Napier, capoluogo della regione di Baia di Hawke.
Costruito e inaugurato nel 1905 come campo da cricket, divenne presto anche la casa della provincia rugbistica di Hawke's Bay e tenne a battesimo anche l'esordio internazionale dei NZ Māori nel 1921.
Tra i grandi eventi ospitati, figurano anche due edizioni della Coppa del Mondo di rugby, quella inaugurale del 1987 e la 7ª del 2011; tra le due edizioni di torneo lo stadio fu sottoposto a ristrutturazione nel 2009.
McLean Park è di proprietà municipale ed è sede degli incontri interni della squadra di rugby di Hawke's Bay e occasionalmente della franchise di Super Rugby degli Hurricanes di Wellington, del cui bacino di riferimento Hawke's Bay fa parte; è anche utilizzato dalla formazione provinciale di cricket del Central Districts.

## Storia
Lo stadio nacque su una porzione di fondo appartenuta un tempo a Donald McLean, un colono di origine scozzese che aveva acquistato un'ingente quantità di terreno dai nativi: nel 1905 si formò un trust che acquistò circa dieci acri (approssimativamente 45000 m²) di terreno dagli eredi McLean ed eresse un impianto sportivo ad egli intitolato, che divenne quindi McLean Park.
Originariamente stadio per il cricket, presto anche la provincia rugbistica di Hawke's Bay adottò il campo come propria casa, e nel 1921 ospitò il primo incontro della selezione dei NZ Māori contro una squadra nazionale, nella fattispecie il Sudafrica: il cronista al seguito degli Springbok trovò inaudito che i neozelandesi di origine europea sostenessero l'équipe dei maori contro una squadra composta da giocatori «della propria stessa razza».
Nel 1922 McLean Park fu il teatro della prima conquista del Ranfurly Shield da parte di Hawke's Bay, che lo difese per 5 anni e 24 sfide.
Lo stadio, dalla caratteristica forma a ferro di cavallo con tribune coperte su tre lati, non ha ospitato molti incontri internazionali di rilievo per le sue caratteristiche di capienza (meno di 20 000 spettatori): per assistere un incontro tra squadre nazionali si dovette attendere la Coppa del Mondo di rugby 1987 che vide di scena Canada e Tonga; gli stessi All Blacks vi scesero per la prima volta in campo per un test match solo nel 1996, avversario Samoa battuto 51-10 e complessivamente, al 2019, vi hanno disputato solo due incontri.
Dall'avvento del professionismo McLean Park ha saltuariamente ospitato la franchise degli Hurricanes in Super Rugby che, benché domiciliata al Wellington Regional Stadium, talora disputa incontri nelle altre unioni provinciali che fanno riferimento ad essa; altresì, tra il 2011 e il 2012, ospitò due incontri della franchise dei Crusaders di Christchurch a causa dell'inagibilità di Lancaster Park danneggiato dal terremoto che colpì la città a gennaio 2011.
Nel 2009, in vista dell'impiego come sede della citata Coppa del Mondo 2011, lo stadio, come altri impianti nel Paese, fu sottoposto a lavori di rinnovamento che comportarono l'allargamento delle tribune, il rimodernamento dei servizi igienici, la creazione di bar e ristoranti e l'adattamento a sedere di tutti i posti paganti.

## Incontri di rilievo

### Rugby a 15
| Arbitro: | Clive Norling |

|                                                                 |      |          |
| Stuart 3’ Frame 15’, 27’ Vaesen 43’, 76’ Palmer 72’ tecnica 79’ | mt   | 45’ Valu |
| Wyatt 3’, 27’ Rees 72’                                          | tr   |          |
| Rees 70’                                                        | c.p. |          |

| Arbitro: | Craig Joubert |

|                                |      |                   |
| Clerc 4’, 77’, 80’ Traille 64’ | mt   | 6’ R. Smith       |
| Parra 5’, 65’, 78’, 80’        | tr   | 7’ Pritchard      |
| Parra 17’, 37’, 39’, 40’, 48’  | c.p. | 2’, 60’ Pritchard |
| Trinh-Duc 57’                  | drop | 44’, 49’ Monro    |

| Arbitro: | Jonathan Kaplan |

|                                       |      |                       |
| v.d. Merwe 7’ MacKenzie 44’ Monro 75’ | mt   | 10’ Horie 40’ Endo    |
| Pritchard 7’                          | tr   | 10’, 40’ Arlidge      |
| Pritchard 64’, 78’                    | c.p. | 24’, 66’, 73’ Arlidge |